# Czarnotki
Czarnotki is een plaats in het Poolse district  Średzki (Groot-Polen), woiwodschap Groot-Polen. De plaats maakt deel uit van de gemeente Zaniemyśl en telt 300 inwoners.